# ショウワコーポレーション硬式野球部
ショウワコーポレーション硬式野球部（ショウワコーポレーションこうしきやきゅうぶ）は、岡山県美作市を本拠地を置き、日本野球連盟に加盟する社会人野球のクラブチームである。
株式会社ショウワコーポレーションのスポンサー支援のもと活動している。

## 概要
1994年、岡山県久米郡柵原町で起こっていた「スポーツ町おこし」がきっかけとなり、9月に『柵原クラブ』（やなはらクラブ）として発足した。
1996年に全日本クラブ野球選手権大会に初出場を果たし（初戦敗退）、1997年には2年連続で出場しベスト8まで進出した。
2005年3月22日、市町村合併により本拠地が岡山県久米郡美咲町となる。
2010年、岡山県美作市の人材派遣・業務請負会社「ショウワコーポレーション」の支援を受け、3月26日付けでチーム名を『ショウワ柵原クラブ』（ショウワやなはらクラブ）に改称した。
2012年3月20日付けで、チーム名を支援会社と同一の『ショウワコーポレーション』に改称した。
2017年、支援会社の所在する岡山県美作市に移籍し、大芦高原野球場を本拠地として活動。
2023年、第47回全日本クラブ野球選手権にて大会初優勝を果たし、社会人野球日本選手権大会への出場権を獲得した。

## 沿革
- 1994年 - 岡山県久米郡柵原町を本拠地とし、『柵原クラブ』として発足
- 1996年 - 全日本クラブ野球選手権大会に初出場（初戦敗退）
- 2005年 - 市町村合併により本拠地を岡山県久米郡美咲町に変更
- 2010年 - 岡山県美作市の人材派遣・業務請負会社「ショウワコーポレーション」の支援を受け、チーム名を『ショウワ柵原クラブ』に改称
- 2012年 - チーム名を支援会社と同一の『ショウワコーポレーション』に改称
- 2017年 - 本拠地を岡山県美作市に変更
- 2023年 - 全日本クラブ野球選手権にて大会初優勝

## 主要大会の出場歴・最高成績
- 社会人野球日本選手権大会 - 出場1回
- 全日本クラブ野球選手権 - 出場6回、優勝1回（2023年）
- JABAびわこ杯争奪社会人クラブ野球大会 - 優勝1回（2019年）
- JABA中・四国クラブ野球選手権大会 - 準優勝3回（2017、2018、2019年）

## 元プロ野球選手の競技者登録
- 加藤安雄（元：阪急ブレーブス） - 監督（ - 2021年）
- 亀澤恭平（元：中日ドラゴンズ他）- 監督（2022年 - ）
- 杉山翔大（元：中日ドラゴンズ他）- 選手兼コーチ（2022年）
- 森一馬（元：ロッテ・ジャイアンツ〈韓国〉） - コーチ（2023年 - 2024年）
- 髙田萌生（元：東北楽天ゴールデンイーグルス）- 選手（2024年 - ）
- 引地秀一郎（元：東北楽天ゴールデンイーグルス）- 選手（2024年 - ）
- 福森耀真（元：東北楽天ゴールデンイーグルス）- 選手（2024年）→コーチ（2025年 - ）
- 松本直晃（元：埼玉西武ライオンズ - コーチ（2025年 - ）
- 福島章太（元：中日ドラゴンズ） - 選手（2025年 - ）